# Konserwacja żywności

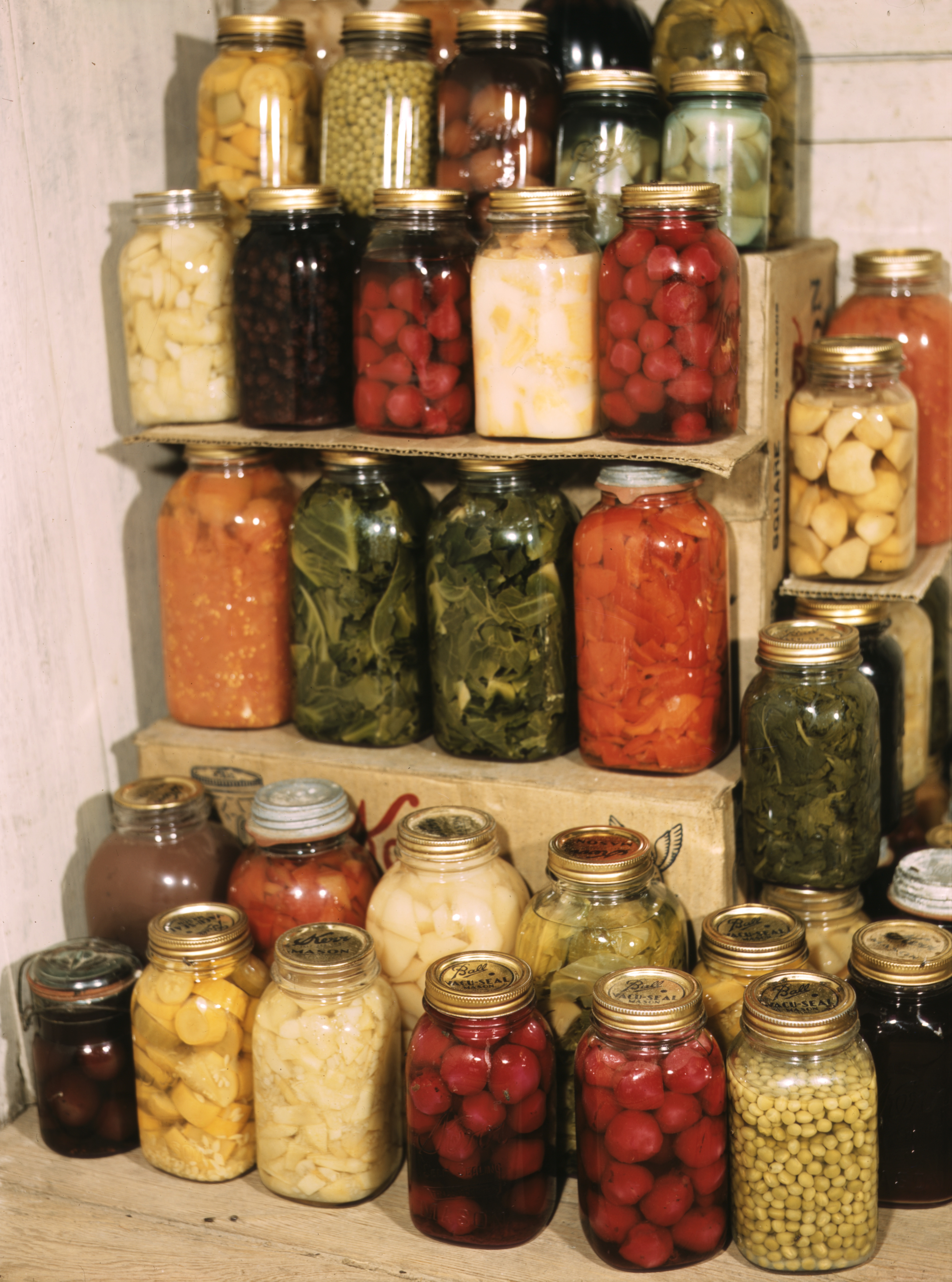
Zakonserwowana żywność w słoikach.

Konserwacja żywności – różne sposoby przetwarzania i przechowywania żywności, których celem jest wydłużenie jej trwałości i zapewnienie bezpieczeństwa jej spożycia.
Głównym czynnikiem powodującym psucie się żywności są mikroorganizmy, zabiegi konserwacyjne mają więc na celu uniemożliwienie im wzrostu i rozwoju w konserwowanym materiale i taką zmianę właściwości chemicznych żywności lub takie jej opakowanie i zamknięcie, które ograniczyłoby ich przyszły rozwój, a tym samym podniosło bezpieczeństwo żywności.
Techniki konserwacji żywności
- obróbka cieplna – powoduje zabicie mikroorganizmów, z wyjątkiem tych tworzących przetrwalniki, jednak po ochłodzeniu może nastąpić ponowna infekcja; przy okazji obróbki cieplnej może też następować suszenie oraz degradacja niektórych witamin.
- suszenie – brak wody uniemożliwia drobnoustrojom rozwój w pożywieniu, jednak nie zabija ich. Mogą one przetrwać okres suszy i rozwinąć się po dostarczeniu wilgoci.
- chłodzenie lub mrożenie – czynności życiowe bakterii są zahamowane w temperaturach bliskich zeru stopni Celsjusza; chłodzenie (od 10 do 0 °C) zabija tylko niewielką liczbę drobnoustrojów, te które przeżyją mogą rozwijać się w konserwowanej tym sposobem żywności po jej ogrzaniu; mrożenie (od 0 do −30 °C) powoduje śmierć większej liczby komórek drobnoustrojów, wskutek wzrostu kryształów lodu, a także zwolnienie przebiegu reakcji chemicznych (gł. utlenianie); znane są również drobnoustroje zimnolubne (np. Listeria monocytogenes), które żyją i rozmnażają się w niskich temperaturach
- liofilizacja – usuwanie wody z zamrożonego produktu poprzez sublimację; proces ten przebiega pod ciśnieniem 40–130 Pa i w temperaturze od −35 do −25 °C; tak obrobiony produkt może być bardzo długo przechowywany w wysokiej temperaturze, pod warunkiem szczelnego opakowania
- peklowanie w temperaturze 4–6 °C mięso zostaje poddane działaniu mieszaniny peklującej (NaCl i NaNO2), w efekcie czego przedłuża się czas przydatności do spożycia wyrobu, dodatkowo następuje poprawa smaku, a mięso zmienia barwę na różowoczerwoną w wyniku powstawania nitrozylomioglobiny
- zakwaszanie, np. marynowanie w occie – w kwaśnym środowisku bakterie produkujące toksyny (np. Clostridium botulinum wytwarzająca jad kiełbasiany) nie mogą się rozwijać
- zwiększanie ciśnienia osmotycznego konserwowanego materiału prowadzi do wypływania wody z komórek mikroorganizmów, ich plazmolizy i śmierci; jakkolwiek metoda ta jest skuteczna dla wielu gatunków drobnoustrojów, znane są mikroorganizmy sololubne (halofilne), które dobrze czują się w środowisku o wysokim ciśnieniu osmotycznym i mogą w nim żyć oraz rozmnażać się.
  - solenie – dodanie dużej ilości soli (18%); w celu konserwacji soli się głównie mięso oraz ryby.
  - cukrzenie – działa podobnie jak sól, z tym że ludzki organizm lepiej radzi sobie z dużymi ilościami cukru niż soli; najczęściej cukrzy się owoce i ich przetwory; metoda popularna na Dalekim Wschodzie; typowa potrawa – rafute
- zalanie odpowiednio rozcieńczonym spirytusem lub fermentacja alkoholowa – etanol o stężeniu powyżej kilkunastu procent zapobiega rozwojowi mikroorganizmów
- kiszenie; przykładem żywności konserwowanej w ten sposób jest kapusta kiszona lub ogórki kiszone
- dodanie oleju
- pasteryzacja – zabija formy wegetatywne drobnoustrojów, nie niszcząc przetrwalników
- tyndalizacja – jest to trzykrotna pasteryzacja w odstępach 24-godzinnych. Zabija formy wegetatywne oraz te przetrwalniki, które zdążyły wykiełkować w ciągu poprzednich 24 godzin przez pobudzenie impulsem cieplnym
- sterylizacja parą wodną – prowadzona w autoklawach, zabija formy wegetatywne oraz przetrwalniki bakteryjne
- sterylizacja radiacyjna – zabija większość bakterii i prawie nie obniża wartości odżywczych (w typowym procesie); przy większych dawkach promieniowania strata wartości odżywczych jest porównywalna z tą, jaka ma miejsce np. podczas gotowania czy mrożenia
- wędzenie – substancje chemiczne zawarte w dymie są zabójcze dla bakterii
- hermetyczne zamknięcie – jeśli w żywności nie ma mikroorganizmów, wystarczy ją zamknąć w sposób który uniemożliwi mikroorganizmom z zewnątrz dostanie się do środka; zwykle następuje po pasteryzacji
- dodanie konserwantów; konserwanty takie jak benzoesan sodu w bardzo małych dawkach (poniżej 0,2%) działają bakteriostatycznie, jednak niektóre konserwanty w większych ilościach wykazują działania niepożądane na organizm człowieka